# 1. Sport-Club von 1905 Göttingen 1974-1975
Questa voce raccoglie le informazioni riguardanti il 1. Sport-Club von 1905 Göttingen nelle competizioni ufficiali della stagione 1974-1975.

## Stagione
Nella stagione 1974-1975 il Göttingen, allenato da Reinhard Roder, concluse il campionato di 2. Bundesliga al 10º posto. In Coppa di Germania il Göttingen fu eliminato al secondo turno dal Siegen.

## Rosa
| N. |                     | Ruolo | Calciatore        |
| -- | ------------------- | ----- | ----------------- |
|    | Germania (bandiera) | P     | Karl-Heinz Scherz |
|    | Germania (bandiera) | P     | Albert Wenzel     |
|    | Germania (bandiera) | D     | Harald Evers      |
|    | Germania (bandiera) | D     | Helmut Hinberg    |
|    | Germania (bandiera) | D     | Lothar Hübner     |
|    | Germania (bandiera) | D     | Friedel Mensink   |
|    | Germania (bandiera) | C     | Bernd Brendel     |
|    | Germania (bandiera) | C     | Dieter Hochheimer |
|    | Germania (bandiera) | C     | Harald Kladnik    |
|    | Germania (bandiera) | C     | Jürgen Krawczyk   |

| N. |                     | Ruolo | Calciatore             |
| -- | ------------------- | ----- | ---------------------- |
|    | Germania (bandiera) | C     | Wolfgang Narten        |
|    | Germania (bandiera) | C     | Harald Sippel          |
|    | Germania (bandiera) | C     | Detlef Wolter          |
|    | Germania (bandiera) | C     | Manfred Zindel         |
|    | Germania (bandiera) | A     | Heinz-Dieter Hansing   |
|    | Germania (bandiera) | A     | Ulrich Hartung         |
|    | Germania (bandiera) | A     | Walter Plaggemeyer     |
|    | Germania (bandiera) | A     | Frank-Michael Schonert |
|    | Germania (bandiera) | A     | Detlef Webers          |
|    | Germania (bandiera) | A     | Klaus Wolf             |

## Organigramma societario
Area tecnica
- Allenatore: Reinhard Roder
- Allenatore in seconda:
- Preparatore dei portieri:
- Preparatori atletici:

## Calciomercato

### Sessione estiva
| Acquisti | Acquisti               | Acquisti          | Acquisti |
| R.       | Nome                   | da                | Modalità |
| -------- | ---------------------- | ----------------- | -------- |
| C        | Dieter Hochheimer      | Amburgo           |          |
| C        | Harald Kladnik         | VfR Osterode 08   |          |
| D        | Friedel Mensink        | Hessen Kassel     |          |
| A        | Frank-Michael Schonert | Heider            |          |
| A        | Detlef Webers          | Arminia Bielefeld |          |

| Cessioni | Cessioni           | Cessioni        | Cessioni |
| R.       | Nome               | a               | Modalità |
| -------- | ------------------ | --------------- | -------- |
| A        | Siegfried Bronnert | Baunatal        |          |
| C        | Reiner Philipp     | Ludwigsburg     |          |
| C        | Jürgen Preußer     | VfR Osterode 08 |          |

### Sessione invernale
| Acquisti | Acquisti | Acquisti | Acquisti |
| R.       | Nome     | da       | Modalità |
| -------- | -------- | -------- | -------- |

| Cessioni | Cessioni | Cessioni | Cessioni |
| R.       | Nome     | a        | Modalità |
| -------- | -------- | -------- | -------- |

## Risultati

### 2. Bundesliga

#### Girone di andata
| Arbitro: | Ohmsen |

|                                                              |           |                                |
| Schonert 10’ Hochheimer 24’ Plaggemeyer 28’, 32’ Kladnik 78’ | Marcatori | 77’ Nonnenbruch 83’ Rummenigge |

| Arbitro: | Halfter |

|                       |           |              |
| Kelm 26’ Hagemann 79’ | Marcatori | 85’ Schonert |

| Arbitro: | Boe |

|                                                            |           |  |
| Hübner 24’ Wolf 26’ Evers 51’ Plaggemeyer 58’ Schonert 62’ | Marcatori |  |

| Arbitro: | Hillebrand |

|  |           |                      |
|  | Marcatori | 22’ Kladnik 77’ Wolf |

| Arbitro: | Niemann |

|                                                      |           |                   |
| Schonert 25’, 68’ Wolf 50’ Zindel 83’ Hochheimer 84’ | Marcatori | 24’, 27’ Gummlich |

| Arbitro: | Burgers |

|                             |           |                   |
| Segler 21’ Huber 46’ (rig.) | Marcatori | 39’, 55’ Schonert |

| Arbitro: | Zuchantke |

|                |           |           |
| Hochheimer 60’ | Marcatori | 87’ Fuchs |

| Arbitro: | Wahmann |

|                     |           |  |
| Wilbertz 56’ (rig.) | Marcatori |  |

| Arbitro: | Picker |

|                       |           |  |
| Schonert 70’ Wolf 83’ | Marcatori |  |

| Arbitro: | Weyland |

|                        |           |  |
| Blau 34’ Kipp 39’, 46’ | Marcatori |  |

| Arbitro: | Oltmann |

|                |           |            |
| Hochheimer 68’ | Marcatori | 57’ Funkel |

| Arbitro: | Boe |

|                                                          |           |              |
| Wittfoht 16’ Schock 21’ Mühlenberg 24’, 88’ Nordmann 86’ | Marcatori | 44’ Schonert |

| Arbitro: | Basedow |

|             |           |  |
| Hartung 87’ | Marcatori |  |

| Arbitro: | Hanschke |

|  |           |              |
|  | Marcatori | 43’ Schonert |

| Arbitro: | Niemann |

|                             |           |                     |
| Hansing 74’ Bahr 84’ (aut.) | Marcatori | 15’ Graul 86’ Balke |

| Arbitro: | Hennig |

|                          |           |  |
| Schramm 11’ Kolitsch 85’ | Marcatori |  |

| Arbitro: | Schön |

|                                                           |           |  |
| Stegmayer 8’, 65’ Kaemmer 25’ Dahl 27’, 83’ Kasperski 80’ | Marcatori |  |

| Arbitro: | Zuchantke |

|                       |           |                     |
| Schonert 10’ Wolf 74’ | Marcatori | 85’ (aut.) Krawczyk |

| Arbitro: | Wichmann |

|                        |           |  |
| Linßen 20’ Mödrath 71’ | Marcatori |  |

#### Girone di ritorno
| Arbitro: | Ahlenfelder |

|                                       |           |                         |
| Roggensack 23’ Oswald 31’ Rudloff 52’ | Marcatori | 35’ Wolf 55’ Hochheimer |

| Arbitro: | Hoppe |

|                             |           |          |
| Hochheimer 42’ Schonert 71’ | Marcatori | 90’ Kelm |

| Arbitro: | Barnick |

|                                                |           |  |
| Wenzel 53’, 55’ Höfert 64’ (rig.) Schiller 75’ | Marcatori |  |

| Arbitro: | Halfter |

|                                                      |           |                 |
| Plaggemeyer 31’ Wolf 50’, 83’ Mensink 89’ Webers 90’ | Marcatori | 30’, 88’ Walter |

| Arbitro: | Schön |

|          |           |            |
| Brune 7’ | Marcatori | 65’ Webers |

| Gottinga 1º marzo 1975, ore 15:00 CET 25ª giornata | Göttingen | 0 – 0 referto | Borussia Dortmund | Jahnstadion (14 000 spett.)\| Arbitro: \| Kopka \| |
| Arbitro:                                           | Kopka     |               |                   |                                                    |

| Arbitro: | Hövel |

|                                      |           |             |
| Fritsche 4’, 82’ Trimhold 37’ (rig.) | Marcatori | 17’ Hartung |

| Arbitro: | Leyding |

|                                       |           |                |
| Hansing 59’, 65’ Hentschel 87’ (aut.) | Marcatori | 13’, 76’ Jäger |

| Mülheim an der Ruhr 26 aprile 1975, ore 15:00 CET 28ª giornata | Mülheim-Styrum | 0 – 0 referto | Göttingen | Ruhrstadion (2 500 spett.)\| Arbitro: \| Teichert \| |
| Arbitro:                                                       | Teichert       |               |           |                                                      |

| Arbitro: | Niemann |

|                                           |           |                           |
| Plaggemeyer 9’ Zindel 43’ (rig.) Wolf 70’ | Marcatori | 12’ Kipp 90’ (rig.) Moors |

| Arbitro: | Raabe |

|             |           |                               |
| Mostert 23’ | Marcatori | 25’ Plaggemeyer 63’, 74’ Wolf |

| Arbitro: | Ahlenfelder |

|                            |           |                          |
| Wolf 3’ (rig.) Hansing 48’ | Marcatori | 59’ Schock 90’ Genschick |

| Arbitro: | Risse |

|             |           |                          |
| Lindner 55’ | Marcatori | 53’ Wolf 78’ Plaggemeyer |

| Arbitro: | Weyland |

|                            |           |                                |
| Hübner 18’ Plaggemeyer 49’ | Marcatori | 24’ Matz 43’ Kemmer 84’ Wallek |

| Arbitro: | Hennig |

|                                         |           |  |
| Srowig 25’ Hey 50’ Graul 65’ Brosda 80’ | Marcatori |  |

| Arbitro: | Kopka |

|             |           |              |
| Hansing 64’ | Marcatori | 79’ Tenbrink |

| Arbitro: | Hillebrand |

|  |           |                    |
|  | Marcatori | 51’, 76’ Kasperski |

| Arbitro: | Porta |

|                           |           |            |
| Jendrossek 3’ Richard 31’ | Marcatori | 29’ Webers |

| Arbitro: | Gabor |

|            |           |  |
| Webers 25’ | Marcatori |  |

### Coppa di Germania
| Arbitro: | Waltert |

|                                      |           |                    |
| Schonert 29’ Wolf 73’ Hochheimer 77’ | Marcatori | 42’, 86’ Stegmayer |

| Arbitro: | Nützel |

|           |           |  |
| Göbel 43’ | Marcatori |  |

## Statistiche

### Statistiche di squadra
| Competizione      | Punti | In casa | In casa | In casa | In casa | In casa | In casa | In trasferta | In trasferta | In trasferta | In trasferta | In trasferta | In trasferta | Totale | Totale | Totale | Totale | Totale | Totale | DR |
| Competizione      | Punti | G       | V       | N       | P       | Gf      | Gs      | G            | V            | N            | P            | Gf           | Gs           | G      | V      | N      | P      | Gf     | Gs     | DR |
| ----------------- | ----- | ------- | ------- | ------- | ------- | ------- | ------- | ------------ | ------------ | ------------ | ------------ | ------------ | ------------ | ------ | ------ | ------ | ------ | ------ | ------ | -- |
| 2. Bundesliga     | 39    | 19      | 11      | 6       | 2       | 43      | 24      | 19           | 4            | 3            | 12           | 17           | 42           | 38     | 15     | 9      | 14     | 60     | 66     | -6 |
| Coppa di Germania | -     | 1       | 1       | 0       | 0       | 3       | 2       | 1            | 0            | 0            | 1            | 0            | 1            | 2      | 1      | 0      | 1      | 3      | 3      | 0  |
| Totale            | 39    | 20      | 12      | 6       | 2       | 46      | 26      | 20           | 4            | 3            | 13           | 17           | 43           | 40     | 16     | 9      | 15     | 63     | 69     | -6 |

### Andamento in campionato
| Giornata  | 1 | 2 | 3 | 4 | 5 | 6 | 7 | 8 | 9 | 10 | 11 | 12 | 13 | 14 | 15 | 16 | 17 | 18 | 19 | 20 | 21 | 22 | 23 | 24 | 25 | 26 | 27 | 28 | 29 | 30 | 31 | 32 | 33 | 34 | 35 | 36 | 37 | 38 |
| --------- | - | - | - | - | - | - | - | - | - | -- | -- | -- | -- | -- | -- | -- | -- | -- | -- | -- | -- | -- | -- | -- | -- | -- | -- | -- | -- | -- | -- | -- | -- | -- | -- | -- | -- | -- |
| Luogo     | C | T | C | T | C | T | C | T | C | T  | C  | T  | C  | T  | C  | T  | T  | C  | T  | T  | C  | T  | C  | T  | C  | T  | C  | T  | C  | T  | C  | T  | C  | T  | C  | C  | T  | C  |
| Risultato | V | P | V | V | V | N | N | P | V | P  | N  | P  | V  | V  | N  | P  | P  | V  | P  | P  | V  | P  | V  | N  | N  | P  | V  | N  | V  | V  | N  | V  | P  | P  | N  | P  | P  | V  |
| Posizione | 2 | 6 | 2 | 2 | 2 | 2 | 4 | 5 | 4 | 6  | 6  | 7  | 6  | 6  | 6  | 7  | 8  | 6  | 7  | 9  | 9  | 10 | 10 | 9  | 8  | 10 | 9  | 10 | 9  | 9  | 9  | 9  | 9  | 10 | 9  | 10 | 10 | 10 |

Legenda:

Luogo: C = Casa; T = Trasferta. Risultato: V = Vittoria; N = Pareggio; P = Sconfitta.

### Statistiche dei giocatori
| Giocatore      | 2. Bundesliga | 2. Bundesliga | 2. Bundesliga | 2. Bundesliga | Coppa di Germania | Coppa di Germania | Coppa di Germania | Coppa di Germania | Totale   | Totale | Totale      | Totale     |
| Giocatore      | Presenze      | Reti          | Ammonizioni   | Espulsioni    | Presenze          | Reti              | Ammonizioni       | Espulsioni        | Presenze | Reti   | Ammonizioni | Espulsioni |
| -------------- | ------------- | ------------- | ------------- | ------------- | ----------------- | ----------------- | ----------------- | ----------------- | -------- | ------ | ----------- | ---------- |
| B. Brendel     | 3             | 0             | 0             | 0             | 0                 | 0                 | 0                 | 0                 | 3        | 0      | 0           | 0          |
| H. Evers       | 36            | 1             | 4             | 0             | 1                 | 0                 | 0                 | 0                 | 37       | 1      | 4           | 0          |
| H. Hansing     | 35            | 5             | 4             | 0             | 2                 | 0                 | 0                 | 0                 | 37       | 5      | 4           | 0          |
| U. Hartung     | 25            | 2             | 3             | 0             | 2                 | 0                 | 1                 | 0                 | 27       | 2      | 4           | 0          |
| H. Hinberg     | 25            | 0             | 1             | 2             | 2                 | 0                 | 0                 | 0                 | 27       | 0      | 1           | 2          |
| D. Hochheimer  | 38            | 6             | 1             | 0             | 2                 | 1                 | 0                 | 0                 | 40       | 7      | 1           | 0          |
| L. Hübner      | 36            | 2             | 4             | 0             | 2                 | 0                 | 0                 | 0                 | 38       | 2      | 4           | 0          |
| H. Kladnik     | 21            | 2             | 1             | 0             | 2                 | 0                 | 0                 | 0                 | 23       | 2      | 1           | 0          |
| J. Krawczyk    | 38            | 0             | 4             | 0             | 2                 | 0                 | 0                 | 0                 | 40       | 0      | 4           | 0          |
| F. Mensink     | 36            | 1             | 2             | 0             | 2                 | 0                 | 0                 | 0                 | 38       | 1      | 2           | 0          |
| W. Narten      | 1             | 0             | 0             | 0             | 0                 | 0                 | 0                 | 0                 | 1        | 0      | 0           | 0          |
| W. Plaggemeyer | 35            | 8             | 1             | 0             | 1                 | 0                 | 0                 | 0                 | 36       | 8      | 1           | 0          |
| K. Scherz      | 16            | 0             | 0             | 0             | 0                 | 0                 | 0                 | 0                 | 16       | 0      | 0           | 0          |
| F. Schonert    | 27            | 12            | 8             | 1             | 2                 | 1                 | 0                 | 0                 | 29       | 13     | 8           | 1          |
| H. Sippel      | 4             | 0             | 0             | 0             | 0                 | 0                 | 0                 | 0                 | 4        | 0      | 0           | 0          |
| D. Webers      | 14            | 4             | 1             | 0             | 0                 | 0                 | 0                 | 0                 | 14       | 4      | 1           | 0          |
| A. Wenzel      | 22            | 0             | 1             | 0             | 2                 | 0                 | 0                 | 0                 | 24       | 0      | 1           | 0          |
| K. Wolf        | 36            | 13            | 3             | 0             | 1                 | 1                 | 0                 | 0                 | 37       | 14     | 3           | 0          |
| D. Wolter      | 1             | 0             | 0             | 0             | 0                 | 0                 | 0                 | 0                 | 1        | 0      | 0           | 0          |
| M. Zindel      | 24            | 2             | 2             | 0             | 1                 | 0                 | 0                 | 0                 | 25       | 2      | 2           | 0          |